# Vinica Breg
Vinica Breg je naselje u Republici Hrvatskoj, u sastavu Općine Vinica, Varaždinska županija. 

## Stanovništvo
Prema popisu stanovništva iz 2001. godine, naselje je imalo 285 stanovnika te 98 obiteljskih kućanstava. Prema popisu iz 2011. u naselju je obitavalo 279 stanovnika.
| broj stanovnika | 230   | 298   | 323   | 356   | 392   | 458   | 470   | 504   | 698   | 640   | 548   | 484   | 408   | 308   | 285   | 279   | 250   |
|                 | 1857. | 1869. | 1880. | 1890. | 1900. | 1910. | 1921. | 1931. | 1948. | 1953. | 1961. | 1971. | 1981. | 1991. | 2001. | 2011. | 2021. |

## Znamenitosti
- Stari grad Vinica (Burg Vinica), utvrda čiji prvi spomen datira u 1353. godinu, zaštićeno kulturno dobro